# Воррен Спектор
Во́ррен Спе́ктор (англ. Warren Evan Spector) — розробник відеоігор, відомий іграми, що об'єднують елементи шутерів від першої особи та рольових ігор.

## Кар'єра
До того, як Спектор почав займатися комп'ютерними іграми, він працював у Steve Jackson Games і TSR, Inc, що видають настільні рольові ігри. Пізніше, вже розроблюючи комп'ютерні ігри для компаній Origin Systems і Looking Glass Studios, він працював над іграми Ultima Underworld I і II, System Shock і Thief: The Dark Project.
У 1997 році він очолив остінський відділ Ion Storm Inc., де розробляв ігри Deus Ex, Deus Ex: Invisible War і Thief: Deadly Shadows. У 2004 році Спектор покинув Ion Storm, після чого власник компанії, Eidos Interactive, закрив відділ у лютому 2005 року.
У 2005 році Воррен заснував нову студію Junction Point Studios, котру в 2007 році придбав підрозділ Disney Interactive. У 2010 році студія випустила гру Epic Mickey для Wii.

## Камео

Ford Schick

Воррен Спектор присутній як персонаж у багатьох іграх, до яких він доклав свою руку. У Savage Empire і Martian Dreams він присутній як вчений Йоханн Шліман Спектор. У Serpent Isle він присутній як Spektor. В першій Ultima Underworld він фігурує як «неспокійний привид на ім'я Воррен» (англ. upset Spectre named Warren). В System Shock його голосом озвучені лог-файли. В Deus Ex персонаж Ford Schick має лице дизайнера, створене ним самим; також у грі присутній чіт-код «iamwarren» (після якого всі електронні прилади поблизу від гравця видовищно виходять з ладу).

## Праці

### Відеоігри

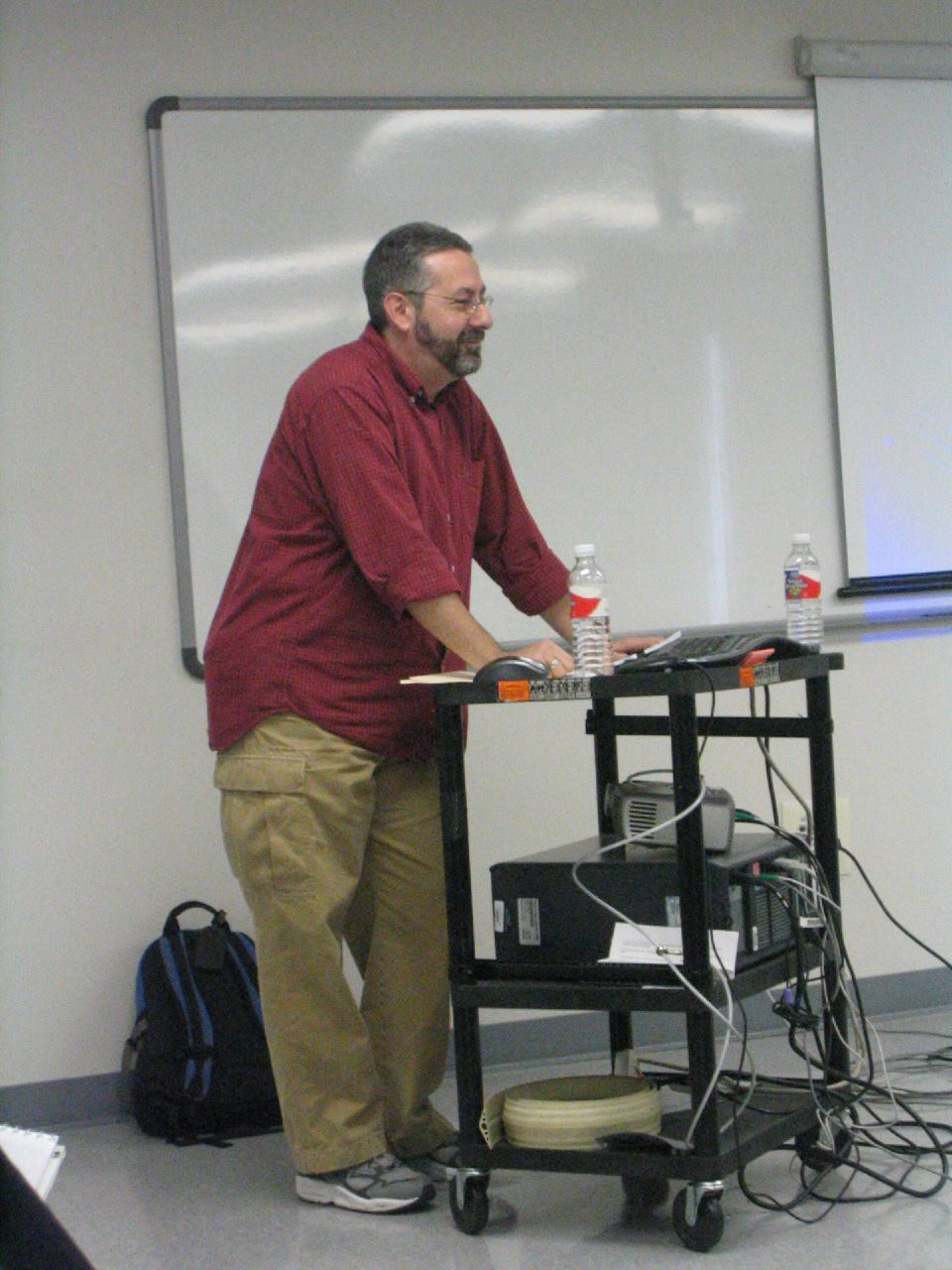
Спектор в 2006 році

- Wing Commander (1990), ORIGIN Systems
- Wing Commander: The Secret Missions (1990), ORIGIN Systems
- Ultima VI: The False Prophet (1990), ORIGIN Systems
- Bad Blood (1990), ORIGIN Systems
- Wing Commander II: Vengeance of the Kilrathi (1991), ORIGIN Systems
- Wing Commander: The Secret Missions 2 — Crusade (1991), ORIGIN Systems
- Ultima: Worlds of Adventure 2: Martian Dreams (1991), ORIGIN Systems
- Ultima Underworld: The Stygian Abyss (1992), ORIGIN Systems
- Shadowcaster (1993), ORIGIN Systems (У титрах не вказаний)[1]
- Ultima Underworld II: Labyrinth of Worlds (1993), ORIGIN Systems
- Wing Commander: Privateer - Righteous Fire (1993), ORIGIN Systems
- Ultima VII, Part Two: Serpent Isle (1993), ORIGIN Systems
- Ultima VII, Part Two: The Silver Seed (1993), Electronic Arts
- Wings of Glory (1993), Electronic Arts
- System Shock (1994), Looking Glass Technologies
- CyberMage: Darklight Awakening (1995), ORIGIN Systems
- Crusader (1995), ORIGIN Systems
- Thief: The Dark Project (1999), Looking Glass Studios
- Deus Ex (2000), Ion Storm Austin
- Deus Ex: Invisible War (2003), Ion Storm Austin
- Thief: Deadly Shadows (2004), Ion Storm Austin
- Epic Mickey (2010), Junction Point Studios
- Epic Mickey 2 (2012), Disney Interactive Studios
- Epic Mickey 3 (2013), Disney Interactive Studios

### Настільні ігри
- Toon — розробник (1984), Steve Jackson Games
- Bullwinkle and Rocky Role-Playing Party Game — редактор (1988), TSR, Inc.
- Uncanny X-Men Boxed Set — редактор (1990), TSR, Inc.

### Романи
- Double Agent: Royal Pain/The Hollow Earth Affair by Richard Merwin/Warren Spector ISBN 0-88038-551-0

### Комікси
- DuckTales- Boom! Studios — (2011)